# Villa Sierras de Oro
Villa Sierras de Oro es un barrio ubicado en el Departamento Santa María, provincia de Córdoba. Se encuentra al sur de la Ruta Nacional 20, 23 km al oeste de Córdoba 10 km al este de Villa Carlos Paz y 7 km al oeste de Malagueño.
Desde 2010 pertenece formalmente al municipio de Malagueño.
En 2011 se firmó un convenio para la ejecución de las obras que brindarán agua potable al poblado. El barrio está compuesto por 80 manzanas, y su principal calle de ingreso se denomina Las Brisas.

## Población
Cuenta con 251 habitantes (Indec, 2010), lo que representa un incremento del 107% frente a los 121 habitantes (Indec, 2001) del censo anterior.

## Sismicidad
La sismicidad de la región de Córdoba es frecuente y de intensidad baja, y un silencio sísmico de terremotos medios a graves cada 30 años en áreas aleatorias. Sus últimas expresiones se produjeron:
- 22 de septiembre de 1908 (116 años), a las 17.00 UTC-3, con 6,5 Richter, escala de Mercalli VII; ubicación 30°30′0″S 64°30′0″O / -30.50000, -64.50000; profundidad: 100 km; produjo daños en Deán Funes, Cruz del Eje y Soto, provincia de Córdoba, y en el sur de las provincias de Santiago del Estero, La Rioja y Catamarca[5]

- 16 de enero de 1947 (78 años), a las 2.37 UTC-3, con una magnitud aproximadamente de 5,5 en la escala de Richter (terremoto de Córdoba de 1947)[4]

- 28 de marzo de 1955 (69 años), a las 6.20 UTC-3 con 6,9 Richter: además de la gravedad física del fenómeno se unió el desconocimiento absoluto de la población a estos eventos recurrentes (terremoto de Villa Giardino de 1955)

- 7 de septiembre de 2004 (20 años), a las 8.53 UTC-3 con 4,1 Richter

- 25 de diciembre de 2009 (15 años), a las 21.42 UTC-3 con 4,0 Richter